# Arnaud Aron

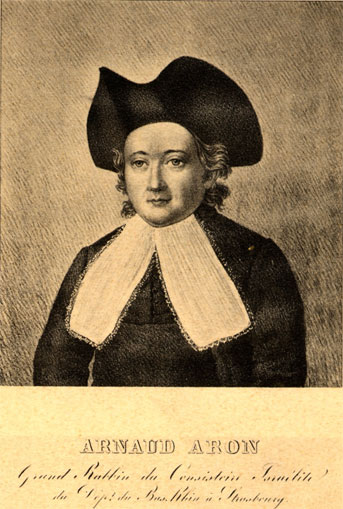
Arnaud Aron Grand Rabbin de Strasbourg 1833

Arnaud Aron (* 11. März 1807 in Soultz-sous-Forêts; ✡ 3. April 1890 in Straßburg) war ein französischer Rabbiner, insbesondere Großrabbiner von Straßburg von 1830 bis 1890.

## Leben und Werk
Arnaud Aron wurde als Sohn von Léopold Aron, eines erfolgreichen Händlers im Elsass, geboren. Er wurde schon früh für das Rabbinerstudium ausersehen und begann seine Studien in Haguenau, die er in Frankfurt am Main fortsetzte. 1830, als er erst 23 Jahre alt war, wurde er Rabbiner der kleinen Gemeinde Hégenheim im Oberelsass. Hier heiratete er Caroline Frank, mit der er sieben Kinder hatte. 
Als 1833 der Großrabbiner  Séligmann Goudchaux von Straßburg zurücktrat, wurde er vom Konsistorium zum Großrabbiner berufen. Mit 27 Jahren war er eigentlich zu jung für diese Position, für die ein Mindestalter von 30 Jahren vorgeschrieben war, die Gemeinde wollte ihn aber wegen seiner Kenntnisse des Talmud und als brillanten Prediger trotzdem einstellen. Er bekam den notwendigen Dispens und blieb fast 60 Jahre lang der Großrabbiner von Straßburg. 
Während seiner Zeit wuchs die jüdische Gemeinde in Straßburg stark an, weil die Juden im Zuge der Emanzipation die Dörfer verließen und sich in der Stadt niederließen. Aron zeichnete sich durch die Beredsamkeit seiner Predigten, seine Überzeugungskunst und seine Hingabe an die jüdische Gemeinde aus. Er wirkte bei der Gründung der École d'Arts et Métiers (Gewerbeschule) und des Hospitals Elisa mit. 
Aron war ein Anhänger des traditionellen Judentums, es gelang ihm aber, die Modernisierungswünsche der intellektuellen Gemeindemitglieder mit der traditionellen Religiosität der einfachen Juden, die an den hergebrachten Formen hingen, zu versöhnen. So gab er dem Wunsch des Konsistoriums nach einer Orgel in der Synagoge nach, beharrte aber auf der traditionellen Liturgie und erlaubte keinen gemischten Chor beim Gottesdienst.
Aron war Rabbiner der Synagogue consistoriale in der Straße Sainte-Hélène (Synagoge des Konsistoriums von Straßburg).

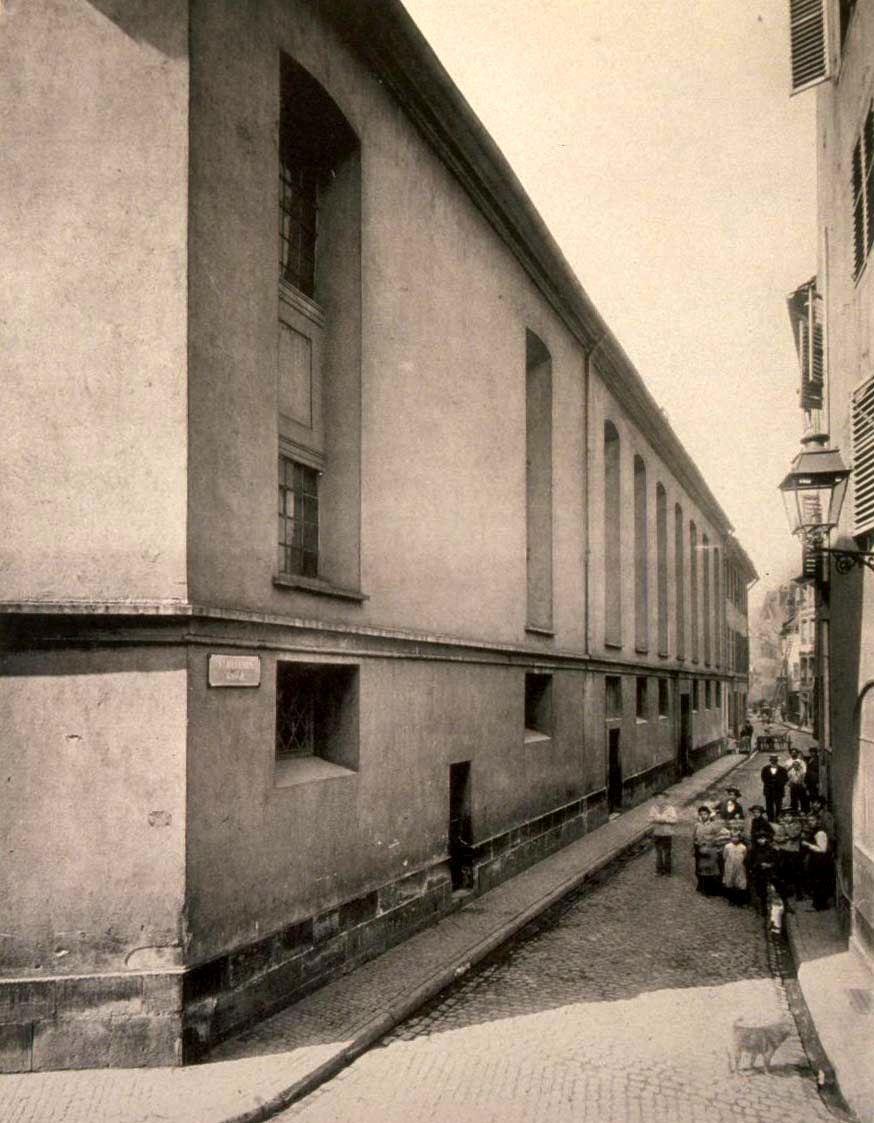
Synagoge Straßburg, Rue Sainte Hélène, 1890

Nach der Annexion des Elsass durch das Deutsche Reich 1871 blieb er, im Gegensatz zu vielen anderen Rabbinern, im Elsass und auf seinem Posten. Es gelang ihm, die jüdische Gemeinde mit der deutschen Regierung zu versöhnen. Dazu beigetragen hat auch sein mutiger Einsatz während der Belagerung Straßburgs 1870. Zusammen mit dem Bischof von Straßburg hisste er die Weiße Fahne auf der Kathedrale. Dafür wurde er später vom deutschen Kaiser ausgezeichnet, in der französischen Zeit war er bereits zum Ritter der Ehrenlegion befördert worden.
Aron gab 1853 das Buch „Prières d'Un Cœur Israélite : livre d'offices et recueil de prières et de méditations pour toutes les circonstances de la vie“ (Gebete eines israelitischen Herzens: Gottesdienstbuch und Sammlung von Gebeten und Meditationen für alle Lebensumstände) heraus, welches sehr populär in den jüdischen Gemeinden wurde und mehrere Auflagen bis 1948 erlebte.
Mit 83 Jahren starb er in Straßburg.